# Obodowo (przystanek kolejowy)
Obodowo – nieczynny przystanek kolejowy, a dawniej stacja i ładownia w Obodowie na linii kolejowej Świecie nad Wisłą – Złotów, w województwie kujawsko-pomorskim.
W pobliżu nad rzeką Sepolną zachował się ceglany most kolejowy z lat 1908-1909 o długości 56 m, wsparty na 2 filarach.